# Rutveanka, Malîn
Rutveanka (în ucraineană Рутвянка) este un sat în comuna Morozivka din raionul Malîn, regiunea Jîtomîr, Ucraina.

## Demografie
Componența lingvistică a localității Rutveanka
     Ucraineană (98,8%)
     Rusă (1,2%)
Conform recensământului din 2001, majoritatea populației localității Rutveanka era vorbitoare de ucraineană (98,8%), existând în minoritate și vorbitori de rusă (1,2%).